# گلوزرد معمولی
گلوزرد معمولی (Geothlypis trichas)، یک سسک جهان جدید است. این پرنده در آمریکای شمالی، از جنوب کانادا تا مرکز مکزیک، به وفور یافت می‌شود. نام سرده Geothlypis از واژهٔ یونانی باستان geo به معنی «زمین» و thlupis، یک پرنده کوچک ناشناخته، گرفته شده است؛ thlypis اغلب در نام‌های علمی سسک‌های جهان جدید استفاده می‌شود. کلمه خاص تریخا (trichas) نیز از زبان یونانی گرفته شده است؛ trikhas نوعی توکا است، این کلمه از trikhos، به معنی «مو» گرفته شده است.